# Eliseo Cantón
Eliseo Cantón (Lules, provincia de Tucumán, Argentina 15 de octubre de 1861 - Buenos Aires, Argentina 21 de junio de 1931) fue un médico, cirujano, profesor y político argentino, quien fue diputado por su provincia y por la Capital Federal e interventor federal en Córdoba.

## Biografía

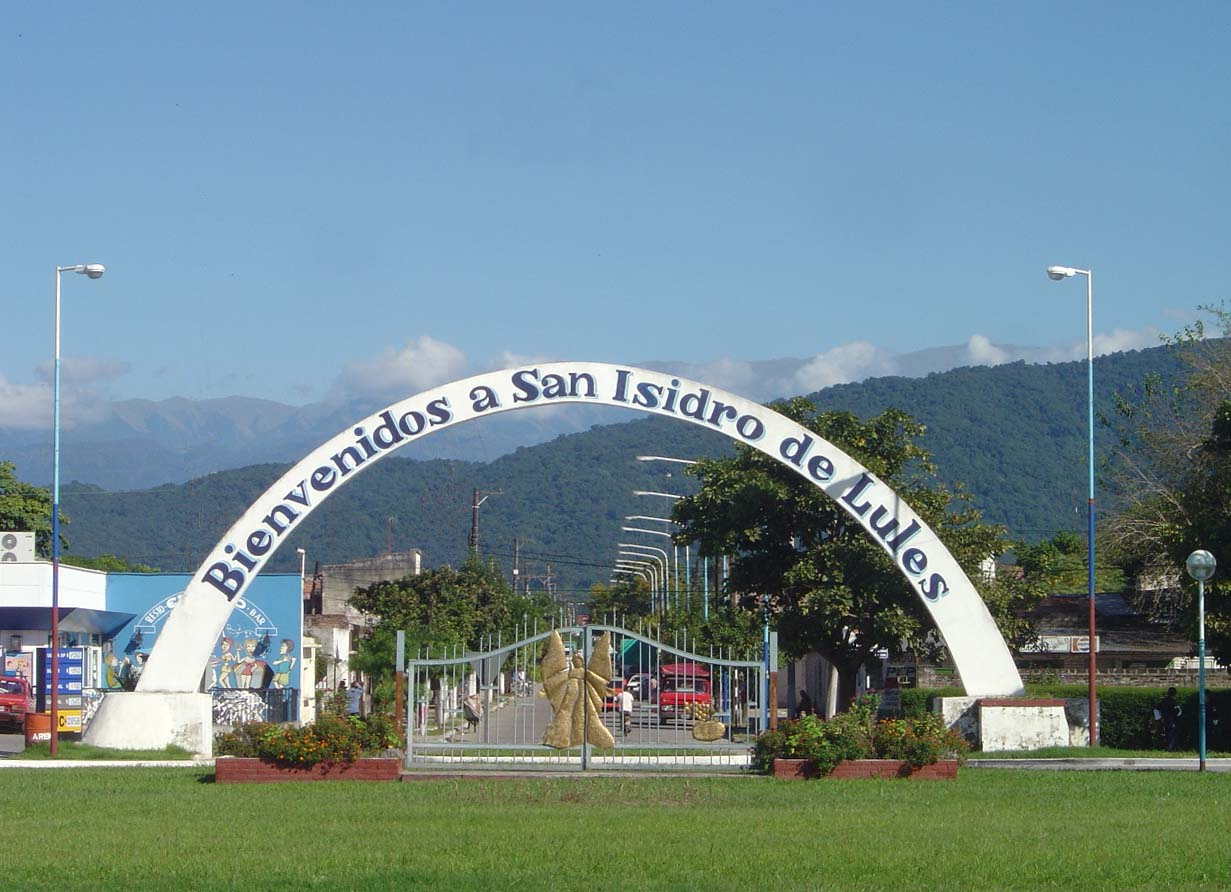
Acceso a la ciudad de Lules.

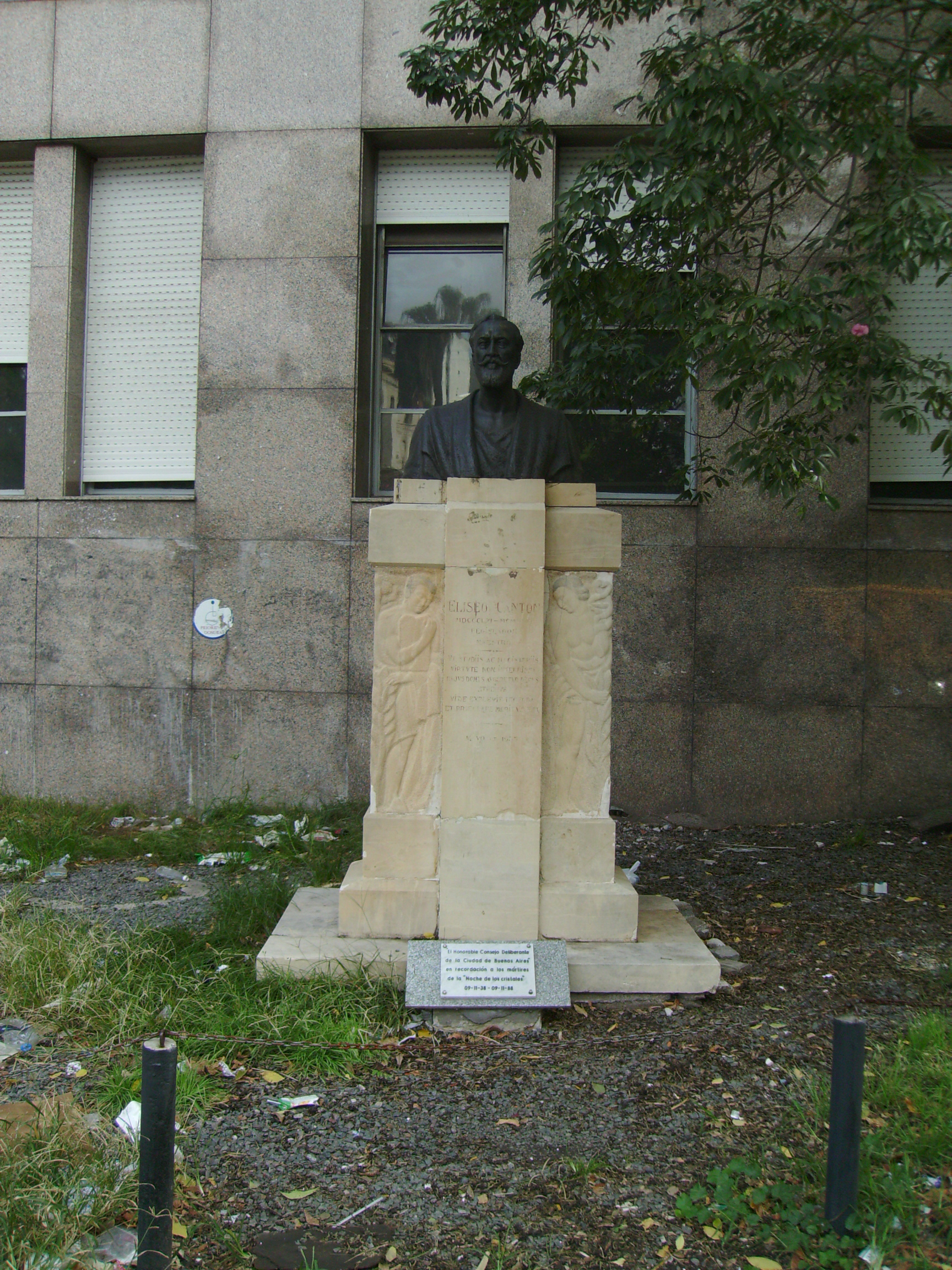
Busto en Recoleta, Buenos Aires, Argentina.

Se graduó de bachiller en el Colegio Nacional y partió a Córdoba, para iniciar estudios de Medicina que concluyó en la Universidad de Buenos Aires, en 1886. Regresó a su provincia y actuó en la epidemia de cólera, ocurrida entre 1886 y 1887. Posteriormente fue director de los baños termales de Rosario de la Frontera, fundados por Antonio Palau.
Se actuación política se inició en la Legislatura Provincial y continuó en la Cámara de Diputados de la Nación Argentina, representando en tres oportunidades a la provincia de Tucumán (en los períodos 1888-1892, 1894-1898 y 1898-1902) y en dos ocasiones a la Capital Federal (en los períodos 1904-1908 y 1908-1912). En 1909 fue designado interventor federal en Córdoba. Como parlamentario, entre varias leyes importantes de saneamiento y vías de comunicación, se le debe la del empréstito que permitió costear las obras de las aguas corrientes de Tucumán. 
A su iniciativa se debió la construcción de la Escuela Práctica de Medicina y de la Morgue de Buenos Aires. También fue el impulsor de la construcción de la Facultad de Ciencias Económicas de Buenos Aires, y para ello, mandó expropiar las manzanas que hoy ocupan la Facultad de Medicina y el hospital de Clínicas General San Martín. Simultáneamente ingresaba, en 1892, como catedrático de Zoología Médica de la Facultad de Medicina porteña. En 1900, pasó a dictar la flamante cátedra de Obstetricia.
Domingo Cabred recurrió a su apoyo para conseguir que se aprobara en 1897 la ley N° 3548, que ordenaba creación de una Colonia Nacional de Alienados con "sujeción a las reglas del nuevo sistema escocés de hospitalización y asistencia médica de los asilos de puertas abiertas Open Door".
Falleció en Buenos Aires en 1931 y fue cremado de acuerdo a sus deseos, donde sus cenizas fueron depositadas en una urna, trasladas hasta el pueblo de San Isidro de Lules y enterradas en una esquina del patio interior donde se reúnen la capilla y la casa. 
Hoy, el hospital de su ciudad natal lleva su nombre.

## Obras
- El paludismo y su geografía en la República Argentina (1891)
- El parásito de las fiebres palustres (1894)
- Estudio de las aguas minerales del norte de la República Argentina (1896)
- Atlas de la anatomía y clínica obstétrica
- Historia de la Facultad de Medicina de Buenos Aires (1917-21)